# 丸岡満
丸岡 満（まるおか みつる、1996年1月6日 - ）は、徳島県徳島市出身のプロサッカー選手。ポジションはミッドフィールダー。弟は同じくプロサッカー選手の丸岡悟。
Kリーグ時代の登録名は丸岡（ハングル: 마루오카）。

## 来歴

### プロ入り前
兄の影響でサッカーを始め、小学校時代は川内北SSSに所属。川内中学校では、3年時キャプテンとしてチームを牽引し全国中学校サッカー大会で8強入りに貢献した。
中学卒業後は、地元の徳島を離れセレッソ大阪U-18へ入団。2011年からは、各年代別の日本代表を経験した。また、クラブの育成サポート組織であるハナサカクラブの支援によって、4度の欧州遠征に参加。2013年8月に対戦したボルシア・ドルトムントU-19との試合では勝利を収め（前年から2年連続で勝利）、その試合を視察したクロップ監督やGMらから高評価を受けた。2013年12月、2014年シーズンからトップチームへの昇格が内定。

### ボルシア・ドルトムント
2014年、18歳の誕生日を迎えた1月6日付けでブンデスリーガのボルシア・ドルトムントに期限付き移籍。買取オプション付きで、契約期間は2015年6月末までの1年半。まずは3部リーグを戦うU-23でプレーし、トップチームを目指すことになった。8月23日、ブンデスリーガ開幕戦のバイエル・レバークーゼン戦で公式戦初のトップチームのベンチメンバー入りした後、9月20日に行われた第4節1.FSVマインツ05戦の後半34分にスヴェン・ベンダーとの交代でピッチに立ち、公式戦初出場を果たした。
小麦アレルギーであり、炊飯器を持参しておにぎりを作って食事を摂っている。
2015年、7月1日にセレッソ大阪がドルトムントとのレンタルを一年延長することを発表した。7月7日、川崎フロンターレとの親善試合に出場し、得点をあげるなど存在感を見せた。

### セレッソ大阪
2015年12月26日、ボルシア・ドルトムントからセレッソ大阪に復帰することが発表された。2016年4月2日、J3第3節のFC琉球戦で木本恭生に変わってJリーグ初出場を果たし、初先発となった5月1日に行われたJ3第7節のY.S.C.C.横浜戦では、初得点を挙げた。7月16日、J2第23節のザスパクサツ群馬戦でトップチームデビューを果たした。

#### V・ファーレン長崎
2017年7月24日、V・ファーレン長崎に期限付き移籍で移籍することが発表された。8月27日、第30節の京都サンガF.C.戦では途中出場から移籍後初得点を決めたが、長崎での得点はこの1点にとどまった。

#### レノファ山口FC
12月11日、長崎への期限付き移籍満了と2018年2月からのレノファ山口FCへの期限付き移籍が発表された。2018年シーズン終了後、セレッソ大阪へ復帰。

#### セレッソ大阪復帰
2019シーズンはトップチームでの出場はなく、2020年1月に契約満了が発表された。

### BGパトゥム・ユナイテッドFC
2020年7月、タイ・リーグ1のBGパトゥム・ユナイテッドFCへ加入することが発表された。2021年4月21日、退団が発表された。

### 金浦FC
2022年2月15日、Kリーグ2に新規参入した金浦FCへ加入する事が発表された。登録名はマルオカ。

### RANSヌサンタラFC
2022年7月、インドネシア・リーガ1のRANSヌサンタラFCと契約。7月16日に行われたプルシジャ・ジャカルタとの練習試合に練習生として参加。1週間後の7月23日、背番号「66」が与えられて正式に選手登録が行われた丸岡はPSISスマランとのリーグ戦でデビューし、先発フル出場を果たした。

### バリ・ユナイテッド
2024年6月、インドネシア・リーガ1のバリ・ユナイテッドFCへ加入する事が発表された。

### FC BASARA HYOGO
2025年7月31日、関西サッカーリーグ1部所属のFC BASARA HYOGOへの加入が発表された。

## 所属クラブ
ユース経歴
- 2003年 - 2007年 川内北SSS
- 2008年 - 2010年 徳島市立川内中学校
- 2011年 - 2013年 セレッソ大阪U-18（興國高等学校）

プロ経歴
- 2014年 - 2019年  セレッソ大阪
  - 2014年1月 - 2015年12月  ボルシア・ドルトムント（期限付き移籍）
  - 2017年7月 - 同年12月  V・ファーレン長崎（期限付き移籍）
  - 2018年  レノファ山口FC（期限付き移籍）
- 2020年7月 - 2021年4月  BGパトゥム・ユナイテッドFC
- 2022年2月 - 同年6月  金浦FC
- 2022年7月 - 2024年6月  RANSヌサンタラFC（英語版）
- 2024年7月 - 2025年7月  バリ・ユナイテッドFC
- 2025年8月 -  FC BASARA HYOGO

## 個人成績
| 国内大会個人成績 | 国内大会個人成績 | 国内大会個人成績 | 国内大会個人成績 | 国内大会個人成績 | 国内大会個人成績 | 国内大会個人成績 | 国内大会個人成績 | 国内大会個人成績 | 国内大会個人成績 | 国内大会個人成績 | 国内大会個人成績 |
| 年度             | クラブ           | 背番号           | リーグ           | リーグ戦         | リーグ戦         | リーグ杯         | リーグ杯         | オープン杯       | オープン杯       | 期間通算         | 期間通算         |
| 年度             | クラブ           | 背番号           | リーグ           | 出場             | 得点             | 出場             | 得点             | 出場             | 得点             | 出場             | 得点             |
| ドイツ           | ドイツ           | ドイツ           | ドイツ           | リーグ戦         | リーグ戦         | リーグ杯         | リーグ杯         | DFBポカール      | DFBポカール      | 期間通算         | 期間通算         |
| ---------------- | ---------------- | ---------------- | ---------------- | ---------------- | ---------------- | ---------------- | ---------------- | ---------------- | ---------------- | ---------------- | ---------------- |
| 2013-14          | ドルトムントII   | 52               | 3. リーガ        | 8                | 0                | -                | -                | -                | -                | 8                | 0                |
| 2014-15          | ドルトムントII   | 6                | 3. リーガ        | 18               | 1                | -                | -                | -                | -                | 18               | 1                |
| 2014-15          | ドルトムント     | 31               | ブンデス         | 1                | 0                | -                | -                | 0                | 0                | 1                | 0                |
| 2015-16          | ドルトムント     | 31               | ブンデス         | 0                | 0                | -                | -                | 0                | 0                | 0                | 0                |
| 日本             | 日本             | 日本             | 日本             | リーグ戦         | リーグ戦         | リーグ杯         | リーグ杯         | 天皇杯           | 天皇杯           | 期間通算         | 期間通算         |
| 2016             | C大阪            | 13               | J2               | 3                | 0                | -                | -                | 0                | 0                | 3                | 0                |
| 2017             | C大阪            | 13               | J1               | 4                | 0                | 4                | 0                | 0                | 0                | 8                | 0                |
| 2017             | 長崎             | 39               | J2               | 5                | 1                | -                | -                | -                | -                | 5                | 1                |
| 2018             | 山口             | 32               | J2               | 12               | 1                | -                | -                | 0                | 0                | 12               | 1                |
| 2019             | C大阪            | 39               | J1               | 0                | 0                | 0                | 0                | 0                | 0                | 0                | 0                |
| タイ             | タイ             | タイ             | タイ             | リーグ戦         | リーグ戦         | リーグ杯         | リーグ杯         | FA杯             | FA杯             | 期間通算         | 期間通算         |
| 2020             | パトゥム・U      | 66               | 1部              | 12               | 0                | -                | -                | 2                | 0                | 14               | 0                |
| 通算             | ドイツ           | ドイツ           | ブンデス         | 1                | 0                | -                | -                | 0                | 0                | 1                | 0                |
| 通算             | ドイツ           | ドイツ           | 3. リーガ        | 26               | 1                | -                | -                | -                | -                | 26               | 1                |
| 通算             | 日本             | 日本             | J1               | 4                | 0                | 4                | 0                | 0                | 0                | 8                | 0                |
| 通算             | 日本             | 日本             | J2               | 20               | 2                | -                | -                | 0                | 0                | 20               | 2                |
| 通算             | タイ             | タイ             | 1部              | 12               | 0                | -                | -                | 2                | 0                | 14               | 0                |
| 総通算           | 総通算           | 総通算           | 総通算           | 63               | 3                | 4                | 0                | 2                | 0                | 65               | 3                |

| 2016   | C大23  | 13     | J3     | 24 | 2 | 24 | 2 |
| 2017   | C大23  | 13     | J3     | 5  | 0 | 5  | 0 |
| 2019   | C大23  | 39     | J3     | 21 | 2 | 21 | 2 |
| 通算   | 日本   | 日本   | J3     | 50 | 4 | 50 | 4 |
| 総通算 | 総通算 | 総通算 | 総通算 | 50 | 4 | 50 | 4 |

出場歴
- 3. リーガ初出場 - 2014年1月25日 第22節 対SpVggウンターハヒンク（アルペンバウアー・シュポルトパーク）
- 3. リーガ初得点 - 2014年8月9日 第4節 対SSVヤーン・レーゲンスブルク（シュタディオン・ローテ・エルデ）
- ブンデスリーガ初出場 - 2014年9月20日 第4節 対1.FSVマインツ05（コファス・アレーナ）
- Jリーグ初出場 - 2016年4月2日 J3リーグ第3節 FC琉球(キンチョウスタジアム)
- Jリーグ初得点 - 2016年5月1日 J3リーグ第7節 Y.S.C.C.横浜 (キンチョウスタジアム)

## 代表歴
- U-15日本代表候補
- U-16日本代表
- U-17日本代表
- U-18日本代表候補